# Sieglinde Michiel
Sieglinde Michiel (Ieper, 20 december 1986) is presentatrice bij de VRT-radiozender Klara.
Sieglinde Michiel volgde de humaniora aan het Lyceum Onze-Lieve-Vrouw-ter-Nieuwe-Plant in Ieper. Daarna behaalde ze een bachelor in de Taal- en Letterkunde (Engels-Nederlands) aan de Katholieke Universiteit Leuven en vervolgde ze haar studies met een master in de Radio- en Televisiejournalistiek.
Begin 2014 werd ze een aantal maanden de vaste stem van het ochtendprogramma Espresso, toen Manuela Van Werde bekendmaakte dat ze bij de Vlaamse verkiezingen van mei 2014 zou opkomen voor N-VA. 
Van oktober 2014 tot juni 2015 presenteerde ze het verzoekprogramma Club Klara, op zaterdag- en zondagnamiddag, daarna presenteerde ze Iedereen Klassiek, eveneens op zaterdag- en zondagnamiddag.
Sinds september 2016 presenteert ze - in tandem met Cara Van der Auwera - het ochtendprogramma Espresso. In september 2018 kwam Clara De Decker erbij als presentatrice van het ochtendblok.